# 雪國 (曲)
「雪國」（ゆきぐに）は、歌手・吉幾三が1986年2月25日に発表した作品。作詞・作曲とも吉自身による。

## 概要
『俺はぜったい！プレスリー』『俺ら東京さ行ぐだ』などのコミックソング路線から、本格演歌路線への転向を図った曲。当時、吉がコミックソングのヒットで世間に認知されていたため、「正統派演歌で売れるわけがない」という当時プロデューサーの千昌夫の猛反対があったがそれを押し切って発売。大ヒットしたことでコミックソング歌手のイメージを払拭し、演歌歌手として認められた。
発売年の1986年に初出場した第37回NHK紅白歌合戦での歌唱でさらに認知度が増し、翌1987年（昭和62年）2月、ついにオリコン1位、『ザ・ベストテン』では演歌としては2曲目（五木ひろしの『おまえとふたり』以来）の週間第1位となり、オリコン通算300曲目の1位獲得作品になった。発売から1年近くたってのヒットの理由については、レコード発売時期が吉の出演していた大河ドラマ『いのち』と被っていたため長期のロケでプロモーションが全くと言っていいほどできず、当初あまり注目されなかったためと吉本人は述べている。
『ザ・ベストテン』のスタジオでは仕事仲間たちに囲まれ祝福され、喜びを分かち合った後、いよいよ歌唱となり「ついに第一位　雪国」とアナウンスされ、大量の紙吹雪舞い散る中歌い始めるが、感極まって一部の歌詞を歌えなくなるほどに感動していた。
元々は栃木県那須のホテルであった宴会の席で即興で作った歌だったという。最初は「好きよ あなた」という歌い出しが「だめよ そこは」という下ネタ満載の、とても放送できるような詞ではなかったが、その後レコード会社のディレクターからメロディーの良さを買われ、真面目な詞にして作り直すことを提案された。その時、吉はNHKの『新日本紀行』の中で雪煙をあげて走る奥羽本線の列車の姿を観て、「女の人が男の人を追う詞にしよう」と、今の詞を思いついたという。イントロの印象的なストリングスは、当初エンディングに入れる予定だった。
この曲は100万枚を超えるミリオンセラーとなった。本人曰く、総売り上げは65億とのこと。その印税は吉自身が大好きなお酒となって消えていったという逸話がある。

## 収録曲
全作詞・作曲：吉幾三 / 編曲：京建輔
1. 雪國
2. 薄化粧

## カバー
- 大野智 - 2000年。嵐のコンサート「嵐 FIRST CONCERT 2000」にて披露。
- PE'Z - 2006年。アルバム『日本のジャズ -SAMURAI SPIRIT-』に収録。
- ジェロ - 2009年。ミニアルバム『COVERS2』に収録。
- 柏原芳恵 - 2010年。アルバム『アンコール2』に収録。
- 双海亜美 / 真美（声：下田麻美） - 2014年1月下旬に発売された一番くじ プレミアム THE IDOLM@STER PART2のF賞の景品「アイドルマスター ミュージックコレクション」に収録。
- KU - 『YUKIGUNI』2017年。吉の長女による英訳カバー。ミニアルバム『Which KU do you like?』に収録。